# Cnestispa
Cnestispa là một chi bọ cánh cứng trong họ Chrysomelidae.
Chi này được Maulik miêu tả khoa học năm 1930.

## Các loài
Các loài trong chi này gồm:
- Cnestispa acuminata (Maulik, 1930)
- Cnestispa darwini Maulik, 1930
- Cnestispa flavieps (Baly, 1885)
- Cnestispa reimoseri (Spaeth, 1937)